# Delia conversata
Delia conversata är en tvåvingeart som först beskrevs av Tiensuu 1936.  Delia conversata ingår i släktet Delia och familjen blomsterflugor. Inga underarter finns listade i Catalogue of Life.